# くりのきえんのおともだち
『くりのきえんのおともだち』は、作:寺村輝夫（3冊のみ、寺村が教鞭をとった文京保育専門学校の卒業生である守屋正恵）、絵:いもとようこによる子供向け絵本のシリーズである。あかね書房から出版されている。
「くりのきえん」に通う動物たちの日常や幼稚園の行事を描く。

## シリーズ
- 『もうおねしょしません』(1982/01) - ISBN 4251006011
- 『あした えんそくだから』(1982/01) - ISBN 425100602X
- 『はやく かぜ なおってね』(1982/01) - ISBN 4251006038
- 『ぼく やってみるよ』(1983/01) - ISBN 4251006046
- 『そらまでとんでけ』(1983/01) - ISBN 4251006054
- 『うんどうかいがはじまった』(1983/01) - ISBN 4251006062
- 『おたんじょうび おめでとう』(1983/01) - ISBN 4251006070
- 『ぼく もう なかないぞ』(1985/01) - ISBN 4251006089
- 『おつきさま でたよ』(1985/09) - ISBN 4251006097
- 『あしたプールだ がんばるぞ』(1986/05) - ISBN 4251006100
- 『みんなげんきで七五三』(1986/10) - ISBN 4251006119
- 『もうすぐ おしょうがつ』(1986/11) - ISBN 4251006127
- 『くりのきえんのおともだち』 全12巻(1993/04) - ISBN 4251901002

## 登場キャラクター
- 園長先生 - ヤギの男性。
- めえこ先生 - ヒツジの女性。
- はたけ むぐら - モグラの男の子。
- いぬい わんすけ - イヌの男の子。
- こんだ つねきち - キツネの男の子。
- あかい もんち - サルの男の子。
- もりやま くまお - クマの男の子。
- おおはら ぽんた - タヌキの男の子。
- ねず ちゅうこ - ネズミの女の子。
- ながお ちろえ - リスの女の子。
- かわい はなよ - ブタの女の子。
- かねこ みねこ - ネコの女の子。
- ましろ みみこ - ウサギの女の子。

## 関連商品
- あかね書房からかるたが発売されている。